# 달산국민학교 용전분교
달산국민학교 용전분교는 대한민국 경상북도 영덕군에 있었던 공립 초등학교이다.

## 학교 연혁
- 일자미상 용전간이보통학교 인가
- 1943년 5월 7일 용전간이보통학교 개교
- 일자미상 용전국민학교 승격
- 일자미상 달산국민학교 분교장 격하 편입
- 1994년 3월 1일 폐교 및 달산국민학교 통폐합

## 참고 자료
- 달산국민학교용전분교장 - 한국교육학술정보원 학교알리미